# Aristeus mabahissae
Aristeus mabahissae is een tienpotigensoort uit de familie van de Aristeidae. De wetenschappelijke naam van de soort is voor het eerst geldig gepubliceerd in 1938 door Ramadan.